# Hisakichi Toyoda
Hisakichi Toyoda (Japans: 豊田久吉, Toyoda Hisakichi) (Yamaguchi, 2 januari 1912 - 7 oktober 1976) was een Japans zwemmer.
Hisakichi Toyoda nam eenmaal deel aan de Olympische Spelen; in 1932. In 1932 nam hij deel aan het onderdeel 4x200 meter vrije slag. Hij maakte deel uit van het team dat het goud wist te veroveren.